# Мируше (Республика Сербская)
Мируше (серб. Мируше / Miruše) — село в общине Билеча Республики Сербской Боснии и Герцеговины. В настоящее время село необитаемо.
Село расположено в 7 км от общинного центра Билеча. Оно фактически опустело после того, как на его территории в 1965—1966 годах была возведена гидроэлектростанция. Значительная часть населения переехала в СР Сербию.

## Население[3]
- 1948 год — 346 человек
- 1953 год — 353 человека
- 1961 год — 328 человек
- 1971 год — 20 человек
- 1981 год — 6 человек (все сербы)
- 1991 год — 4 человека (все сербы)